# Tomé Pires
Tomé Pires (1465?–1524 of 1540) was een Portugees apotheker en ontdekkingsreiziger.  
Hij is bekend geworden door het door hem geredigeerde reisverslag de Suma Oriental. Hij beschrijft daarin met name Java. Hoewel dit verslag ongeveer vijf jaar verscheen nadat Pires Java in 1515 weer had verlaten, worden zijn beschrijvingen veelal als serieuze bron beschouwd.